# Hydraena pontequula
Hydraena pontequula är en skalbaggsart som beskrevs av Perkins 1980. Hydraena pontequula ingår i släktet Hydraena och familjen vattenbrynsbaggar. Inga underarter finns listade i Catalogue of Life.